# Ablemma datahu
Ablemma datahu är en spindelart som beskrevs av Pekka T. Lehtinen 1981. Ablemma datahu ingår i släktet Ablemma och familjen Tetrablemmidae.
Artens utbredningsområde är Sulawesi. Inga underarter finns listade i Catalogue of Life.